# مارویاما یوشیزومی
مارویاما یوشیزومی (به ژاپنی: 丸山 可澄 まるやま よしずみ)، تولد ۱۶۵۷ - مرگ ژوئن ۱۷۳۱ - محقق آثار کلاسیک ژاپنی، کنفوسیوس و شینتوئیسم در اوایل تا اواسط دوره ادو بود. تخلص او کاتسودو یا کونسای بود. تخلص او ناکاجی بود. او معمولاً با نام اونسن و سپس اونهان شناخته می‌شد. نام او همچنین به صورت کاشو نوشته می‌شود.
او به توکوگاوا میتسوکونی، ارباب قلمرو میتو، خدمت می‌کرد. در سال ۱۶۷۴ وارد شوکوکان شد و در تدوین دای نیهون شی (تاریخ بزرگ ژاپن) نقش داشت. در سال ۱۶۸۵ به همراه ساسا مونه‌کیو و دیگران به کیوشو، چوگوکو و هوکوریکو سفر کرد و در سال ۱۶۹۱ به تنهایی به منطقه توهوکو سفر کرد. او تا سال ۱۷۳۱ به کار خود در زمینه تاریخ ژاپن ادامه داد.